# شيحان (جريدة)
شيحان أو شيهان (1991 - 2015) هي صحيفة أردنية أسبوعية صادرة باللغة العربية. كلمة شيهان هي أيضًا اسم لجبل يقع في الجزء الجنوبي من الأردن، بالقرب من مدينة الكرك.